# Max Pfliegl
Max Pfliegl, též Maximilian Pfliegl (5. srpna 1839 Mauerkirchen – 4. května 1916 Obernberg am Inn) byl rakouský politik německé národnosti z Horních Rakous, na přelomu 19. a 20. století poslanec Říšské rady.

## Biografie
Působil jako podnikatel. Byl majitelem továrny a nemovitostí. Spoluzakládal spořitelnu v Obernberg am Inn. Angažoval se politicky. Od roku 1873 do roku 1876 a znovu v letech 1879–1888, 1894–1897 a 1900–1903 působil jako starosta obce Obernberg am Inn. Zastupoval katolické konzervativce.
Byl i poslancem Říšské rady (celostátního parlamentu Předlitavska), kam usedl ve volbách roku 1897 za kurii městskou v Horních Rakousích, obvod Ried, Haag atd. Ve volebním období 1897–1901 se uvádí jako Max Pfliegl, obchodník a starosta, bytem Obernberg.
Ve volbách roku 1897 kandidoval do Říšské rady jako samostatný kandidát s podporou Katolické lidové strany. Podle jiného zdroje se sám označoval za umírněného liberála a zprávy o jeho klerikální orientaci měly být chybné. V roce 1899 se uvádí jako člen poslaneckého klubu Freie Deutsche Vereinigung (takzvaná Mauthnerova skupina), který sdružoval staroliberální proud německorakouské politiky.
Zemřel po dlouhé nemoci v květnu 1916.